# Swainsona pterostylis
Swainsona pterostylis là một loài thực vật có hoa trong họ Đậu. Loài này được (DC.) Bakh.f. miêu tả khoa học đầu tiên.